# Квінт Марцій Філіп
Квінт Марцій Філіп (лат. Quintus Marcius Philippus; 229 до н. е. — після 164 до н. е.) — політичний та військовий діяч Римської республіки, консул 186 та 169 років до н. е., цензор 164 року до н. е.

## Життєпис
Походив з патриціанського роду Марціїв. 
У 188 році до н. е. став претором. У 187 році до н. е. як пропретор керував Сицилією. У 186 році до н. е. обрано консулом разом з Спурієм Постумієм Альбіном. Як провінцію отримав Лігурію. Тут завдав поразки лігурам.
У 183 році до н. е. очолював делегацію до царя Філіппа V Македонського. У 180 році до н. е. обраний до колегії квіндецемвірів священнодійства. У 174 році до н. е. Квінта Марція було залучення для подолання наслідків моровиці невідомої хвороби. У 172 році до н. е. очолював посольство до Еллади. Тут зміг здобути підтримку серед союзів та міст Греції на користь Римської республіки проти Македонії. Згодом на деякий час повернувся до Риму, втім вже у 171 році до н. е. очолив римський флот в Егейському морі. Втім дії Марція проти македонян були млявими.
У 169 році до н. е.був вдруге обраний консулом, цього разу разом з Гнеєм Сервілієм Цепіоном. У 168 році до н. е. з перемінним успіхом боровся проти Персея, царя Македонії. Зрештою зумів захопити південну Македонію.
У 164 році до н. е. обраний цензором разом з Луцієм Емілієм Павлом Македоніком. Подальша доля невідома.